# Expedição Pike

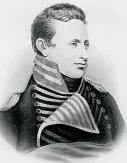
O Capitão Zebulon Pike.

A Expedição Pike (15 de julho de 1806 - 1 de julho de 1807) foi liderada pelo então capitão do Exército dos Estados Unidos, Zebulon Pike. Teve como principal objetivo a exploração e a cartografia da região Central da América do Norte, chegando até às Grandes Planícies e às Montanhas Rochosas no Colorado.

## Objetivos da expedição
Criada por ordens de James Wilkinson, então governador do Território da Louisiana, adquirido da França em 1803, a expedição Pike tinha vários objetivos oficiais e pelo menos um objetivo secreto.
Oficialmente, o principal objetivo era explorar e fazer mapas das nascentes do Rio Arkansas e do Rio Vermelho do Sul, ambos afluentes do Rio Mississippi.
O objetivo secreto da missão era identificar os pontos fortes e as posições do Império Espanhol no que é hoje Colorado, Kansas, Novo México e norte do Texas. Após a compra da Louisiana da França, grande parte dos territórios no sudoeste estavam em disputa entre os Estados Unidos e Espanha. Pike e seu pelotão foram avaliar a capacidade espanhola para defender seus interesses em caso de conflito.
Wilkinson não tinha a aprovação dos seus superiores em Washington, para alguns aspectos dessa missão. Depois da partida da expedição, apresentou o assunto ao Departamento de guerra como um fato consumado e, em seguida, recebeu a aprovação oficial.

## Trajetória e captura
Pike deixou Fort Bellefontaine, perto de Saint Louis, em 15 de julho de 1806, à frente de um destacamento de 20 soldados e 50 prisioneiros libertados.
Em uma vila Pawnee em 29 de Setembro, Pike se reuniu com o conselho Pawnee e anunciou o novo protetorado do governo dos Estados Unidos sobre esse território. Ele deu instruções para remover uma bandeira espanhola e, em em seu lugar colocar a bandeira de "Estrelas e Listas".
Em 26 de fevereiro de 1807, Pike e o resto dos seus homens foram capturados por soldados espanhóis sediados em Santa Fé, nas cabeceiras do Rio Grande.
Pike e alguns do seu grupo foram libertados e repatriados em 1 de julho de 1807, mas alguns de seu grupo permaneceram presos por alguns anos no México.